# Parc national Urho Kekkonen
Le parc national Urho Kaleva Kekkonen (finnois : Urho Kekkosen kansallispuisto) est un parc national de Finlande de 2 550 km2, au nord-est de la Laponie, adossé à la frontière avec la Russie. Deuxième parc national le plus vaste du pays, il est baptisé du nom de l’ancien président de la République Urho Kaleva Kekkonen, qui pratiquait assidûment la randonnée. 

## Géographie
Le parc est constitué de paysages variés de marais, de forêts primaires, de landes, de gorges, de marais et de monts arrondis couverts de toundra (en finnois, tunturit), et culmine au mont Sokosti (717 m d’altitude). La rivière Suomujoki traverse les parties nord du parc. Le parc abrite une faune variée, avec plusieurs grands mammifères (élan, renard, loutre, ours, glouton) et de nombreux oiseaux (notamment l'aigle royal, la buse pattue, la grue cendrée, le lagopède, plusieurs espèces de hiboux et de chouettes, dont la chouette harfang des neiges, et plusieurs espèces de chevaliers). L’élevage de rennes est encore un moyen de subsistance courant dans la région.
Les seules traces d’occupation humaine sont les clôtures élevées par les éleveurs samis, ainsi que les refuges pour randonneurs et quelques rares ponts sur les rivières, l’optique de l’administration finlandaise des parcs et forêts (Metsähallitus) étant de limiter l’érosion et de garder la nature la plus vierge possible.

## Accès
Les principaux points d’accès, listés du nord au sud, sont situés :
- à Raja-Jooseppi, village frontière sur la route d’Ivalo à Mourmansk (Russie),
- à Kiilopää, un centre de montagne avec de nombreux départs de sentiers,
- à Tankavaara, où se trouve le centre d’information Koilliskaira (des mots finnois koillis, nord-est, et kaira, étendue sauvage),
- à Savukoski, petite ville éloignée des circuits touristiques et donnant accès à des zones difficilement accessibles et peu fréquentées.

## Tourisme
Les randonnées vers la région de Saariselkä partent souvent de Kiilopää. Au pied de Kiilopää se trouve Suomen Latu Kiilopää, un hôtel et un centre de randonnée appartenant à Suomen Latu. Auparavant, le site s'appelait Tunturikeskus Kiilopää, Kiilopää Wilderness Center et Kiilopää Training Center. En plus des services d'hébergement et de restauration, il propose des services de sports et de randonnée. Trois longueurs différentes de sentiers de la nature partent de la cour de l'hôtel, où il est possible de connaître la nature des collines. La route menant à Kiilopää diverge de la route à quatre voies de Sodankylä Kakslauttanen. L'amélioration de la route, qui a duré plusieurs années, s'est achevée à l'automne 2006.

## Réglementation
Des règles strictes protègent le parc. Une réserve intégrale (Sompio) est située en bordure sud-ouest et le parc proprement dit est divisé en quatre types de zones :
- la zone de base, à l’ouest, proche du réseau routier, facilement accessible.
- les zones sauvages, les plus grandes.
- les zones protégées à accès restreint, réservées à la reproduction de la faune.
- la zone frontière avec la Russie, interdite.

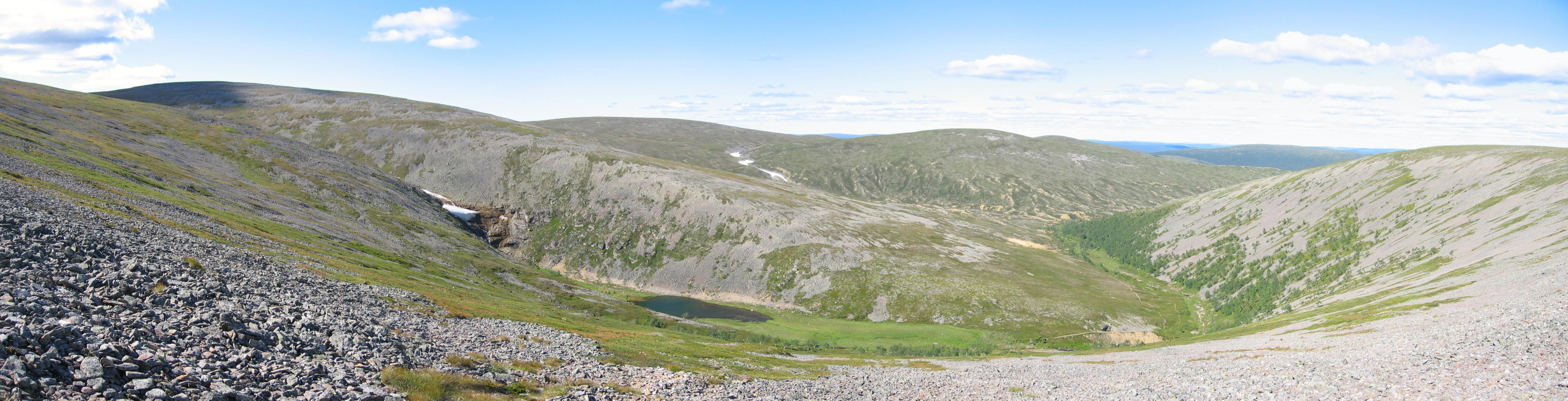
Vallée de Paratiisikuru.

## Galerie photographique

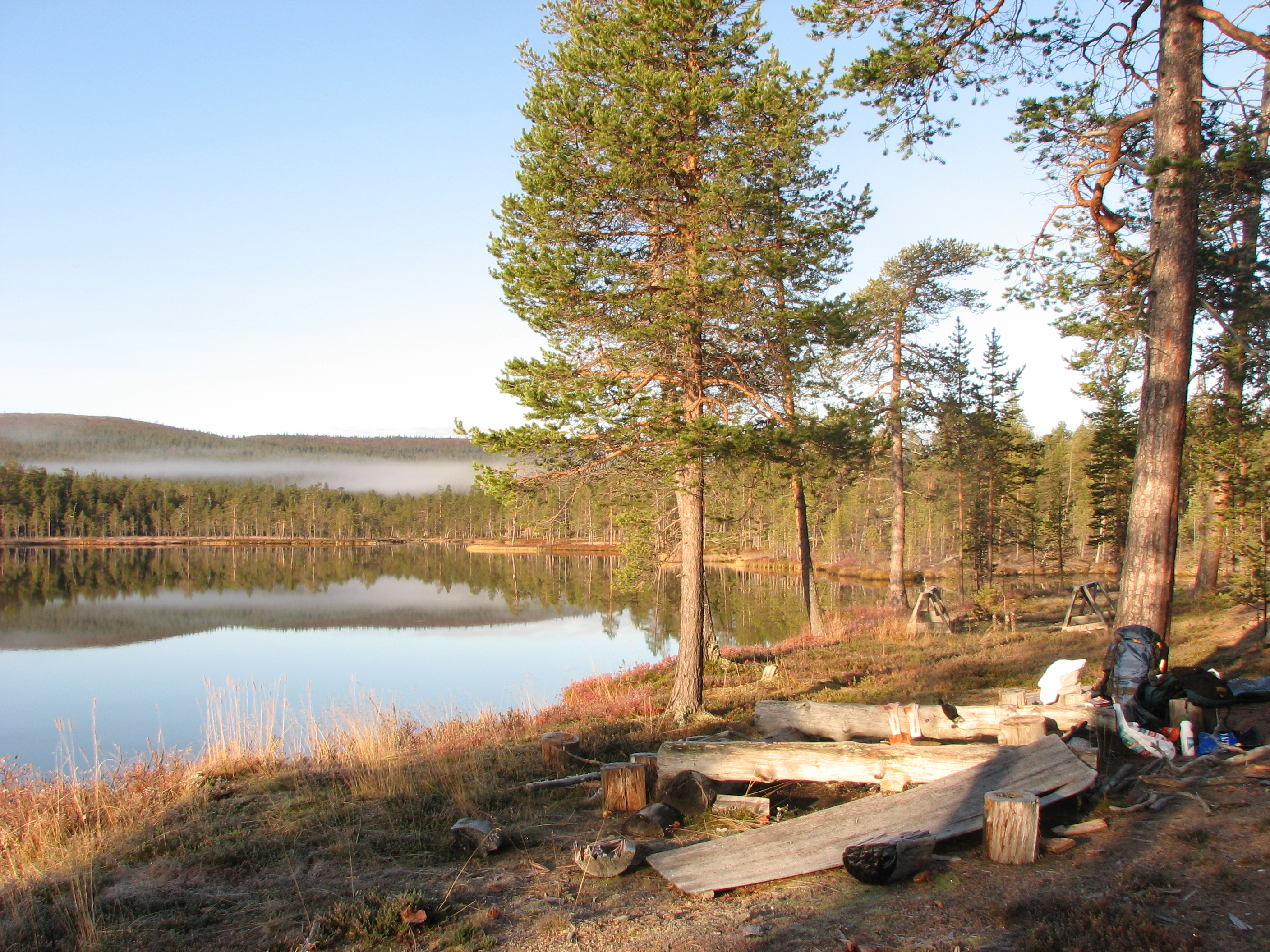
Harrijärvi.
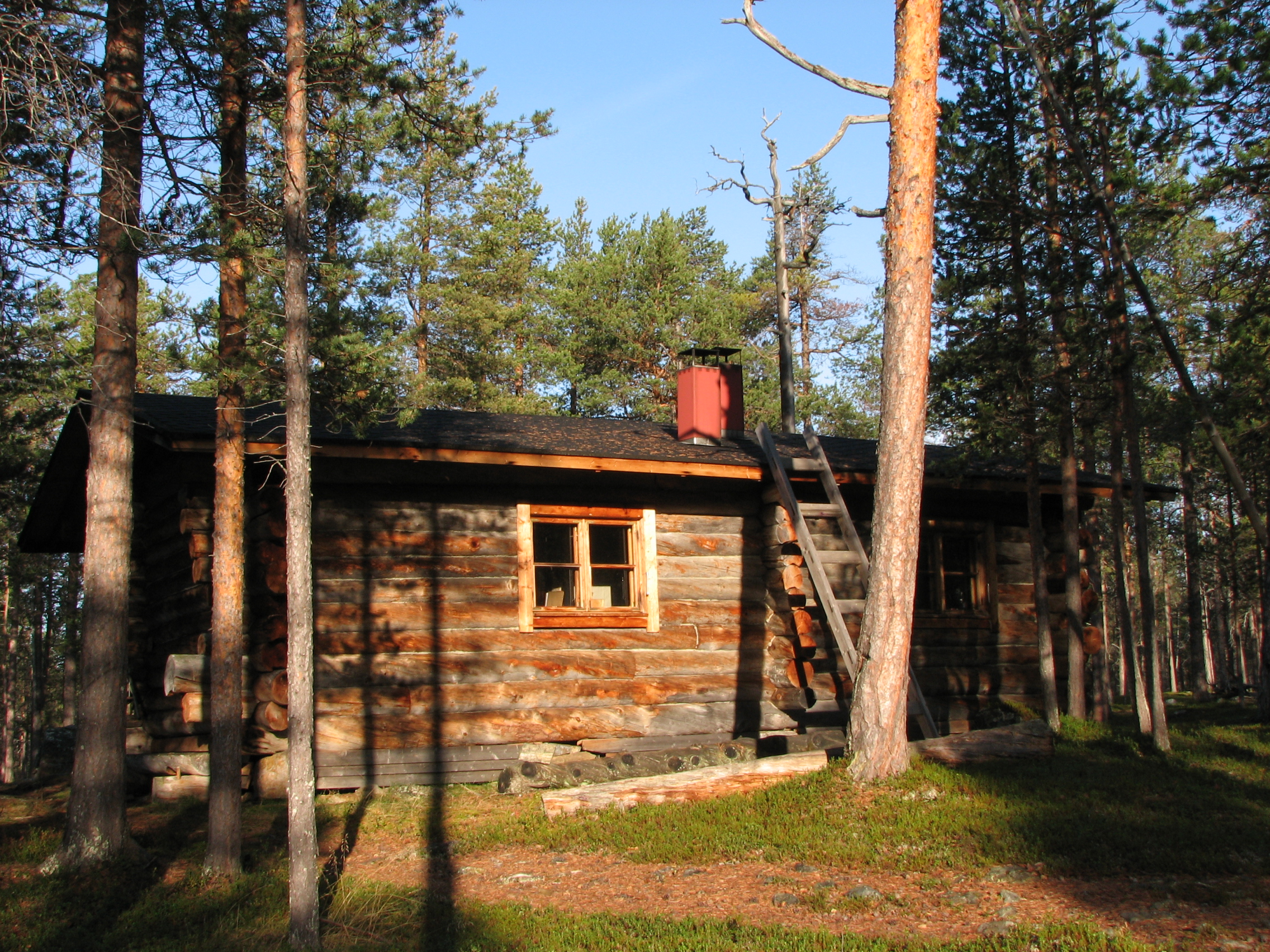
Hutte à Jyrkkävaara.
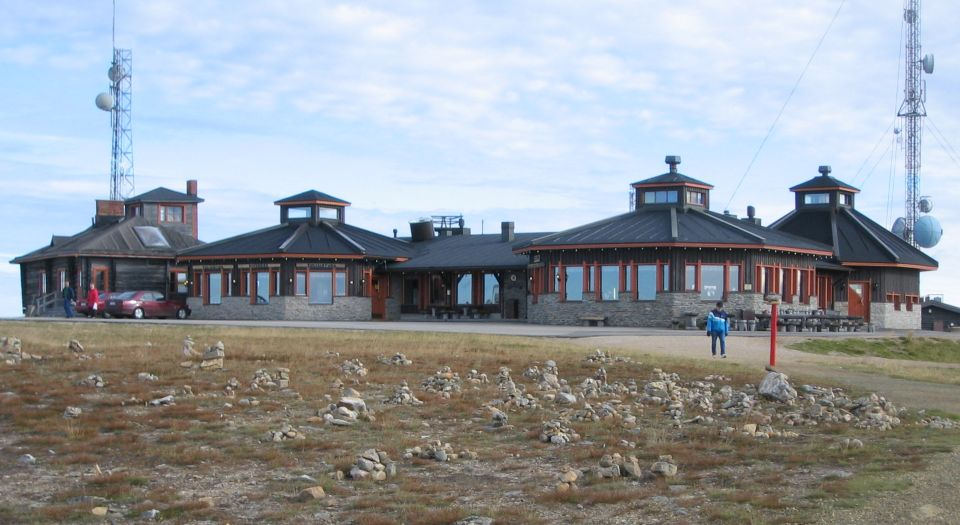
Sommet de Kaunispää.
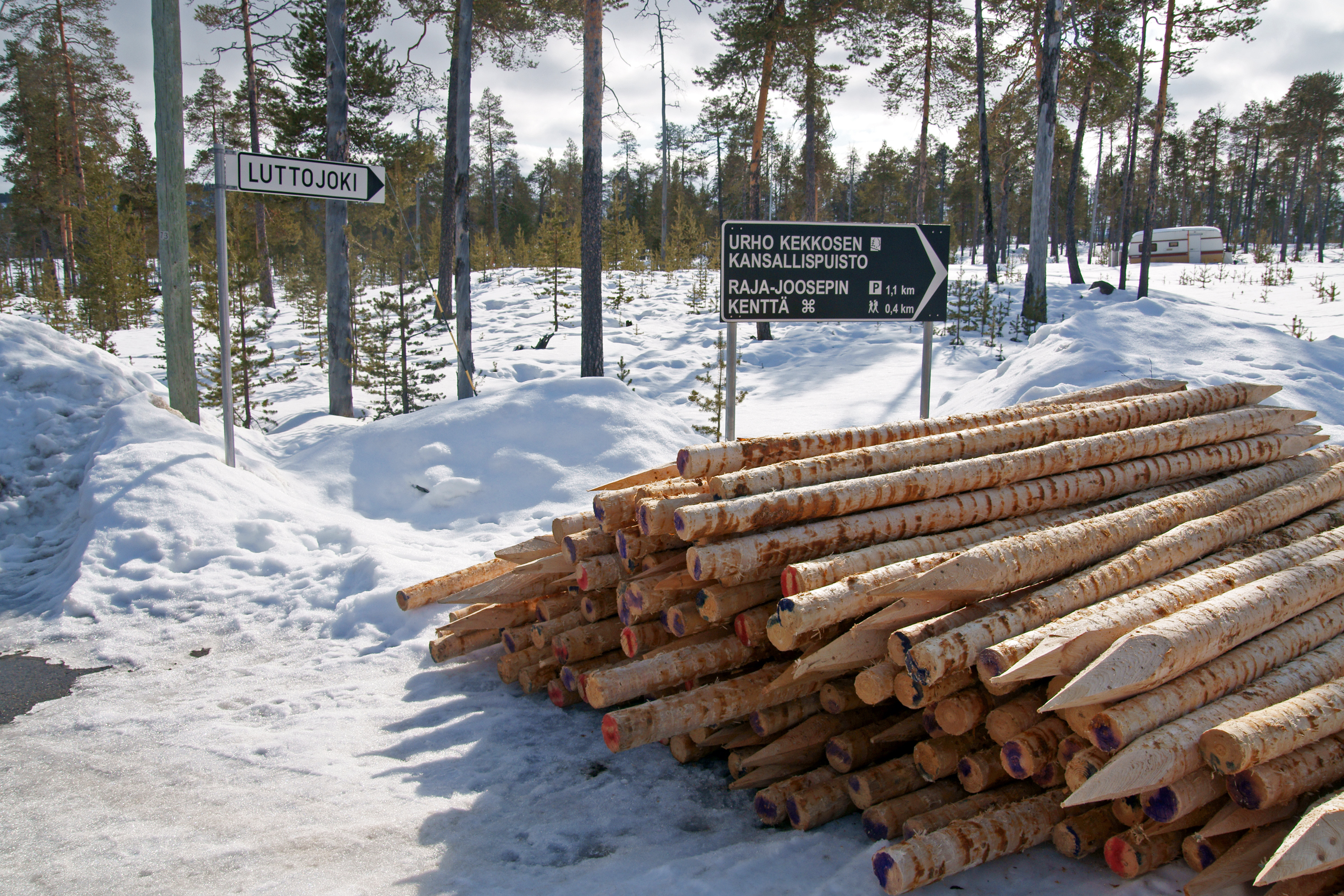
Proximité du poste frontière Raja-Jooseppi.
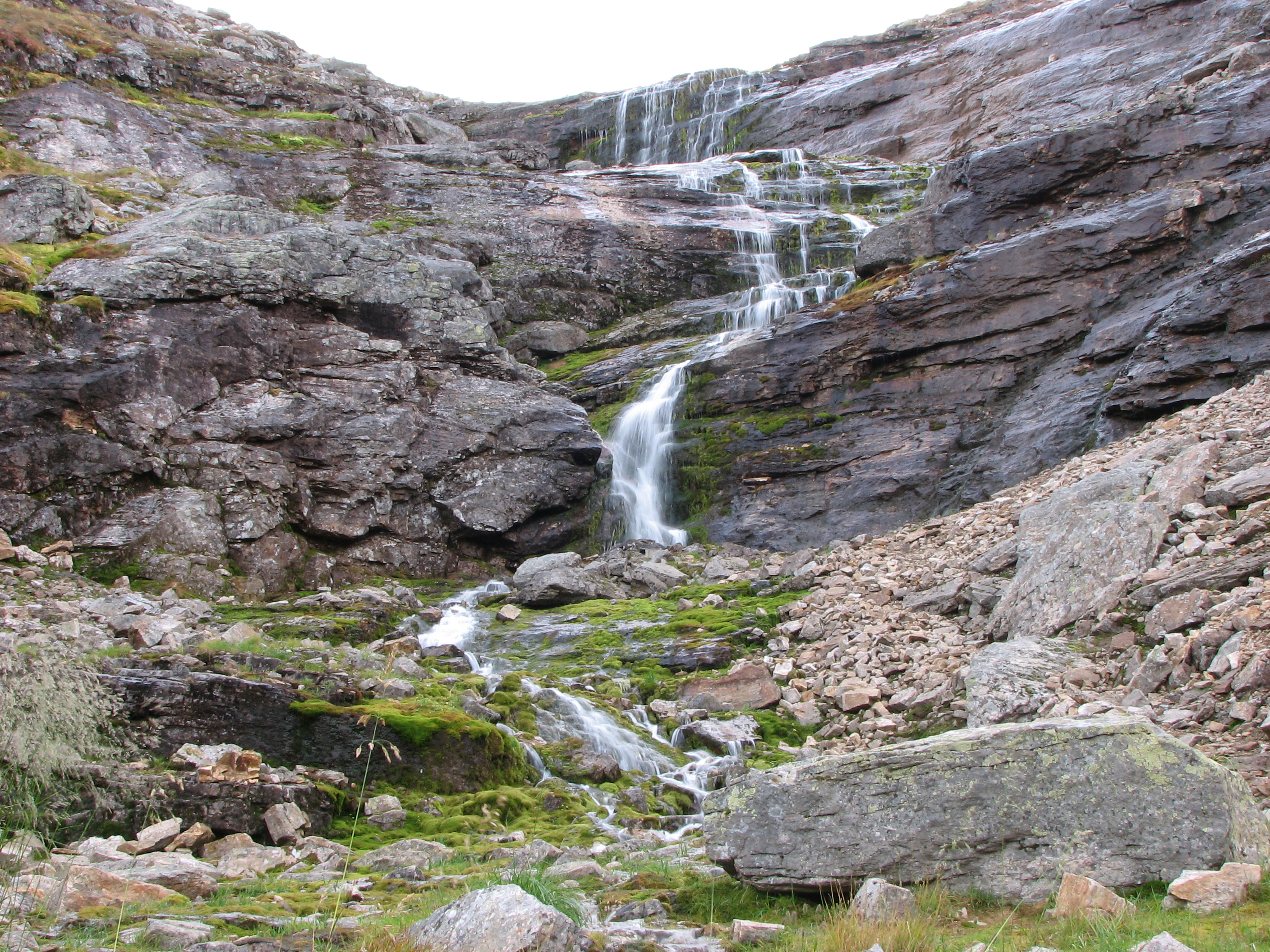
Chute d'eau de Paratiisikuru.
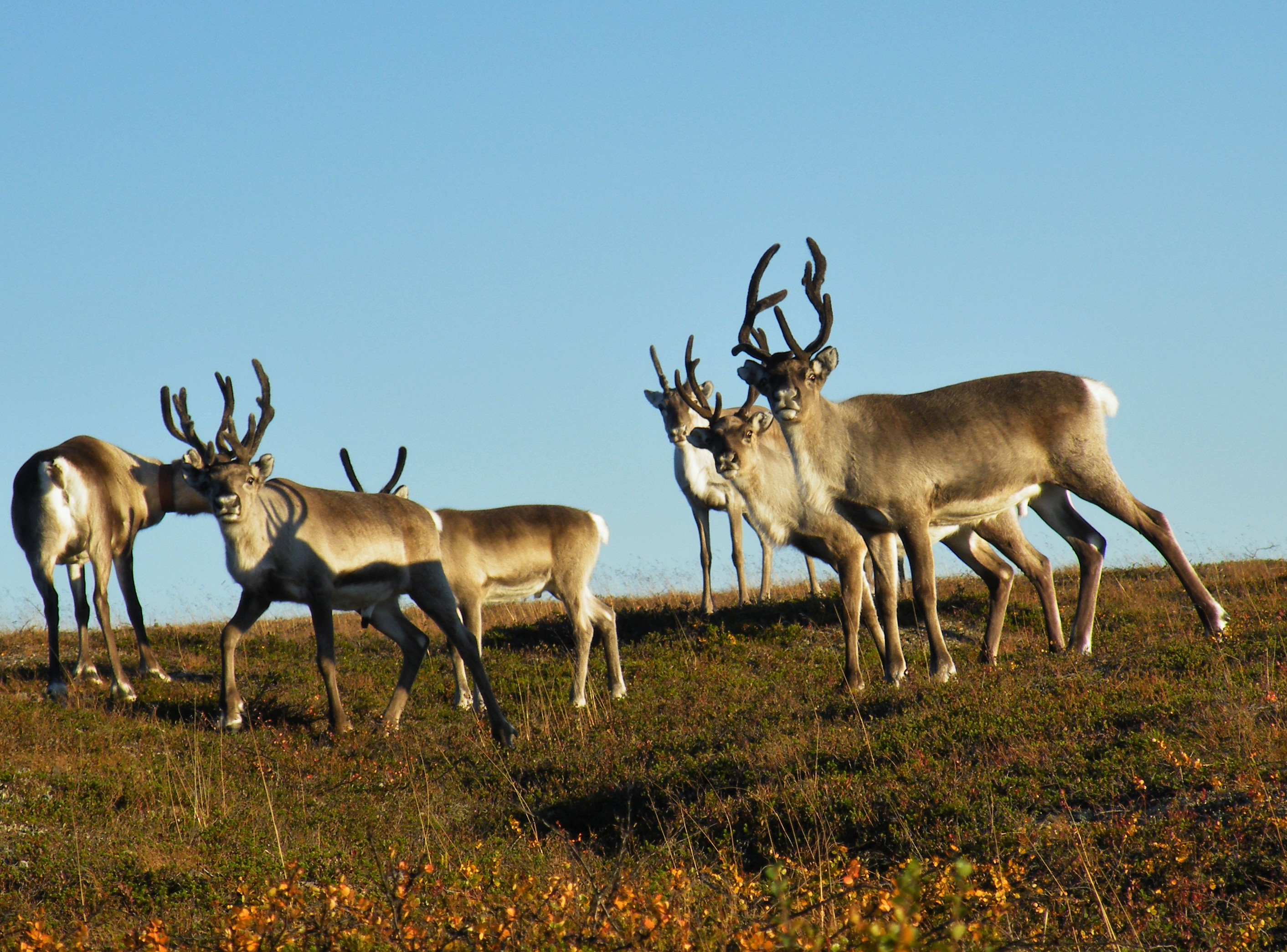
Rennes dans le parc.